# Systemisk bias
Systemisk bias, også kaldet institutionel bias, er den iboende tendens til at en proces støtter bestemte resultater. Udtrykket henviser generelt til menneskelige systemer, såsom institutioner; tilsvarende bias i ikke-menneskelige systemer (såsom instrumenter til måling eller matematiske modeller bruges til at beregne fysiske størrelser) kaldes ofte systematisk bias, og fører til en systematisk fejl i målinger eller skøn. Problemerne med systemisk bias er behandlet udførligt inden for området industriel organisationsøkonomi.

## I menneskeskabte institutioner
Kognitiv bias er forbundet med oplevelser, loyalitet og menneskelige dagligdagsrelationer, og nye biaser bliver konstant opdaget og rettet på, både på et etisk og politisk niveau. For eksempel, målet med affirmative action i USA er for at imødegå fordomme om køn, race og etnicitet, ved at åbne for institutionel deltagelse for mennesker med en bredere vifte af baggrunde, og dermed en bredere vifte af synspunkter. I Indien, har systemet med at registrerede kaster og stammer til hensigt at behandle systemisk bias forårsaget af den kontroversielle kastesystem, et system, der er centreret om organiseret forskelsbehandling baseret på ens herkomst, ikke ulig det systemet som affirmative action har til formål at imødegå. Både planlægnings og affirmative action giver mandat til ansættelse af borgere inden for de angivne grupper. Men uden tilstrækkelig begrænsninger, der er baseret på det faktiske socio-økonomiske situation for modtagerne af støtten, kan disse typer af systemet resultere i en utilsigtet institutionalisering af en omvendt form af det samme systemisk bias, som arbejder mod det mål at gøre institutionelle deltagelse åben for folk med en bredere vifte af baggrunde - hvilket det angiveligt også gør. Det kan derfor argumenteres for, at alt hvad menneskelige institutioner kan gøre er at minimere bias så meget som muligt, og bruge uddannelse til at øge bevidstheden om det, hvor det er muligt.

## Yderligere læsning
- "Handel Dept. Anklaget For Systemisk Bias". Af John Filer. 6. oktober 2005. New York Times.
- "Clinton Udsætter Indsatte Udførelse. Arkiveret 3. august 2018 hos  Wayback Machine Systemisk Bias Til At Blive Undersøgt" Arkiveret 3. august 2018 hos  Wayback Machine. Ved Deb Riechmann, Associated Press.  December 8, 2000. Miami Herald.